# Гриша Трифонов
Гриша Трифонов е български поет и бард.

## Биография
Роден е на 20 септември 1955 г. в Харманли.
Автор и изпълнител на много песни по стихове на популярни български поети. Издава и музикален албум „Главната улица“ (2006). Създател е на фестивала Поетични струни в Харманли. 
Умира на 23 ноември 2015 г. в София. Погребан е в родния си град. 

## Награди и отличия
Гриша Трифонов е носител на националните литературни награди „Южна пролет“ (1988), „Георги Братанов“ (2006), „Изворът на Белоногата“ и „Златен ланец“ (2007).
Носител е на големите награди за песен, присъдени от професионалното жури и от публиката на конкурса „Бургас и морето“ (2001).